# Psilogramma timorica
Psilogramma timorica là một loài bướm đêm thuộc họ Sphingidae. Loài này có ở Timor ở Indonesia.